# Stenodiplosis panici
Stenodiplosis panici är en tvåvingeart som beskrevs av Plotnikov 1926. Stenodiplosis panici ingår i släktet Stenodiplosis och familjen gallmyggor. Inga underarter finns listade i Catalogue of Life.